# イタビア航空897便墜落事故
イタビア航空897便墜落事故（イタビアこうくう897びんついらくじこ）は、1974年1月1日に発生した航空事故である。ボローニャ・ボルゴ・パニゴーレ空港からトリノ空港へ向かっていたイタビア航空897便（フォッカー F28-1000）がトリノ空港へのアプローチ中に墜落し、乗員乗客42人中38人が死亡した。

## 事故機
事故機のフォッカー F28-1000（I-TIDE）は製造番号11015として製造され、1969年11月5日に初飛行した。エンジンはロールス・ロイス スペイ 555-15を搭載しており、総飛行時間は8,712時間、総飛行サイクルは10,206回であった。

## 事故の経緯
897便は午前10時30分過ぎにカリャリ・エルマス空港を出発し、ボローニャ・ボルゴ・パニゴーレ空港を経由した後、12時40分にトリノ空港へ向けて離陸した。トリノ空港への最終進入時の13時30分過ぎに霧が発生して視程が900メートルまで低下したため、同機は精測進入レーダーによる手順で飛行していた。しかしその数分後、897便はまず高さ約15メートルのポプラの木の先端に衝突し、さらに建設中の格納庫の屋根にも衝突したことで機体の右翼の後縁フラップが脱落した。その後機体は急激に右へロールし、右翼と右側の水平尾翼が地面に激突した。機体はそのままロールを続け、最終的にトリノ空港の滑走路36から約3,700メートル南にあったカゼッレ・トリネーゼ郊外の農場の建物に衝突して静止した。この事故で乗員乗客42人中38人が死亡した。

## 事故調査
事故調査により、主な事故原因はパイロットのミスであることが判明した。パイロットはアプローチ中に高度計の確認を怠って目視でトリノ空港の滑走路36へ進入しようとしていたが、この際に必要となるグライドパスを無視していた。これら2つのミスが重なったことで事故が発生したと考えられた。